# Streckeisendiagramm

Nomenklatur der plutonischen Gesteine.
Eckpunkte: Quarz, Alkalifeldspäte, Plagioklase, Foide

Bei einem Streckeisendiagramm, auch QAPF-Diagramm genannt, handelt es sich um ein schematisches Diagramm zur Klassifizierung magmatischer Gesteine. Es ist benannt nach dem Berner Petrographen Albert Streckeisen (1901–1998).

## Darstellung

Nomenklatur der vulkanischen Gesteine.
Eckpunkte: Quarz, Alkalifeldspäte, Plagioklase, Foide

Der darstellende Punkt im Diagramm wird bestimmt anhand des modalen Bestandes der felsischen Minerale und dessen prozentualem Anteil am Gesteinsverband. Berücksichtigt werden beim Streckeisendiagramm folglich lediglich die Mineralphasen Quarz (Q), Alkalifeldspäte (A), Plagioklase (P) und Foide (F). Albit wird dabei dem Alkalifeldspat zugerechnet. Das Diagramm wird aus zwei Konzentrationsdreiecken gebildet. Die beiden Dreiecke berühren sich auf der Feldspat-Grundlinie, da freier Quarz und Foide in einem Magma nicht zugleich kristallisieren können, sondern zu Feldspat reagieren würden. Die Eckpunkte des Streckeisendiagramms werden durch Gesteine gebildet, in denen die jeweiligen Minerale den einzigen felsischen Anteil bilden, was jedoch weitere mafische Minerale nicht ausschließt. Unterteilt wird grundsätzlich in Plutonite und Vulkanite, wobei für beide Gesteinsarten jeweils ein eigenes Klassifikationsdoppeldreieck angewendet wird.
Die Zusammensetzung eines Gesteins ergibt sich aus der Entfernung des jeweiligen Punktes im Streckeisendiagramm zu den Eckpunkten, also den Gesteinen mit den jeweils reinen Grundmineralgruppen, und wird in der Regel durch die Auszählung von Kristallen in Dünnschliffen ermittelt. So würde ein Gestein mit 30 % Quarz, 50 % Alkalifeldspat und 20 % Plagioklas im Streckeisendiagramm für Plutonite als Granit klassifiziert, während ein Vulkanit der gleichen Mineralzusammensetzung als Rhyolith bezeichnet würde.

## Gesteinstypen
Die Gesteine des Streckeisendiagramms für Plutonite sind: Granit, Quarzolit, Diorit, Gabbro, Tonalit, Monzonit, Syenit, Anorthosit, Foidolit und ihre vielfältigen Mischformen. Die dargestellten Vulkanite sind Rhyolith, Dazit, Trachyt, Latit, Basalt, Andesit, Phonolith, Tephrit, Foidit und Übergangsformen. Als grobe Orientierung kann die Regel dienen, dass der Anteil der mafischen Minerale von den Eckpunkten A (Alkalifeldspat) zum P (Plagioklas) und vom Q (Quarz) zum F (Foid) hin in der Regel zunimmt.

## Anwendbarkeit und Einschränkungen
Das Streckeisendiagramm darf zur Klassifikation der Magmatite nur dann herangezogen werden, wenn:
- das Gestein weniger als 10 % Melilith führt
- der Anteil dunkler (mafischer) Minerale geringer als 90 % ist (sonst wird das Ultramafitdreieck Olivin – Orthopyroxen – Klinopyroxen verwendet)
- das Gestein nicht mehr als 10 % Glas führt
- das Gestein weder ein Pyroklastit, noch ein Karbonatit (> 50 % Karbonatminerale), ein Charnockit, ein Kimberlit, ein Lamprophyr oder ein Lamproit ist.

Da Vulkanite oft extrem feinkristallin sind und Gesteinsgläser enthalten, können die Anteile einzelner felsischer Mineralphasen in der Regel nicht mit mikroskopischen Methoden bestimmt werden. Daher werden für Vulkanite oft andere Klassifikationssysteme verwendet, die auf der chemischen Analyse von Gesteinsproben beruhen, wie beispielsweise die Unterscheidung nach dem TAS-Diagramm. Alternativ kann aus einer chemischen Gesteinsanalyse ein normativer Mineralbestand, beispielsweise anhand der CIPW-Norm, berechnet werden, der zur Klassifikation im Streckeisendiagramm dient.